# Oriol Servià i Imbers
Oriol Servià i Imbers   (Pals, 13 de juliol de 1974) és pilot d'automobilisme català. Participa actualment en el campionat de les Champ Car en l'equip PKV Racing.

## Nissaga familiar
La tradició automobilística li ve de ben petit. El seu pare, Salvador Servià va ésser campió estatal de ral·lis els anys 1985 i 1986, tot i que havia començat a competir l'any 1968. Aquest fet i que la seva dona Montse fos la seva copilot habitual van propiciar que la primera cursa de l'Oriol fos a dins el ventre de la seva mare, concretament el Ral·li Dos Mil Viratges de l'any 1973. A més, l'oncle de l'Oriol, en Josep Maria Servià és també un destacat corredor de raids i el fill d'aquest, en Joan Servià és enginyer de competició.

## Inicis
L'Oriol va iniciar la seva carrera al kàrting com molts altres pilots, l'any 1988. L'any 1993 va passar als monoplaces amb la Fórmula Elf Campus. Aquell any va ésser subcampió de dit campionat, la qual cosa li va permetre accedir al programa de promoció de pilots de La Filiére, patrocinat per Elf. Va competir dos anys a la Fórmula Renault francesa i dos més a la Fórmula 3 francesa, aconseguint com a resultat més destacable un quart lloc l'any 1996 a la classificació general de la Fórmula 3. L'any 1997 també va córrer a la copa Renault Spider en algunes ocasions.

## El somni americà
L'any 1998, aconsellat per Fermí Vélez, i veient les poques oportunitats de progressar a Europa, Servià va decidir marxar cap als Estats Units. Allà va fitxar per l'equip Dorricott Racing per competir al campionat Indy Lights, amb el suport d'Elf i d'un grup d'empreses que es varen agrupar sota el nom de Catalonia. En la seva primera temporada, Servià va acabar sis cops entre els deu primers classificats, finalitzant setè a la classificació general i essent nomenat Rookie of the Year, és a dir, debutant de l'any.
L'any següent Servià aconseguiria el campionat Indy Lights, si bé no va poder guanyar cap carrera. Però gràcies a cinc segons llocs i tres pole positions i la seva regularitat, Servià va batre el seu company d'equip Casey Mears.

## Arribar al cim
Aquest èxit facilità que els propietaris d'equips del campionat CART es fixessin en Servià. L'equip PacWest Racing Group li oferí una prova a mitjans de 1999 i finalment Servià va signar per Precision Preparation Inc. també conegut com a PPI Motorsports. Amb el patrocini de Telefónica al seu Reynard-Toyota, Servià va impressionar per la seva consistència. Tot i ser quinzè al campionat, Servià va ser segon en el trofeu Jim Trueman per als novells de l'any darrere Kenny Bräck. Va aconseguir a més el seu primer podi a l'ésser tercer a Detroit i puntuar en onze curses de les vint que constava el campionat.
De totes maneres, l'adéu de Telefónica com a patrocinador va propiciar que l'equip PPI Motorsports se centrés en el campionat NASCAR, deixant al pilot català sense seient fins que al febrer del 2001 Servià va signar per Sigma Autosport, un equip debutant. Amb només el suport de Catalonia, l'equip va progressar suficientment perquè Servià obtingués dos cinquens llocs amb un Lola - Ford Motor Company De totes maneres Servià va ésser només dinovè al campionat amb 42 punts.
Havent demostrat fiabilitat i una habilitat per portar els cotxes cap al final de cursa, l'equip PacWest, ara anomenat PWR, el va fitxar per la temporada 2002 al costat del neozelandès Scott Dixon al volant de dos Lola-Toyota. Malauradament, l'equip havia perdut els patrocinadors de la temporada anterior i només va poder competir en tres curses abans de plegar. Dixon va ésser acollit al Target Chip Ganassi Racing gràcies als iens de Toyota, mentre que Servià es quedava sense equip. Servià va aprofitar per intentar classificar-se per a les famoses 500 milles d'Indianàpolis del campionat rival IRL però una fallada mecànica li ho va impedir. De totes maneres, l'equip Patrick Racing el va rescatar per al campionat CART en decidir que el seu pilot Townsend Bell havia tingut masses incidents en el seu Reynard-Toyota. Servià va acabar l'any amb un quart lloc com a millor resultat, essent 16è a la classificació general i guanyant-se la renovació del contracte amb Patrick Racing.
El 2003, el campionat CART es va passar a anomenar Champ Car World Series, i Servià va obtenir bons resultats, acabant segon a Mont-Real i a Milwaukee i liderant 37 voltes durant tot l'any, al volant d'un Lola-Ford. Va ésser setè al campionat amb 108 punts, però el veterà propietari de Patrick Racing, U. E. "Pat" Patrick veient la marxa de Visteon com a patrocinador va decidir retirar-se, amb el qual l'equip va dissoldre's i Servià es va veure un altre cop sense seient.
Servià llavors va signar per Dale Coyne Racing quasi a l'última setmana abans de la primera cursa de 2004, i va liderar l'equip cap a la seva millor temporada en els seus 19 anys d'història, fent el primer podi de l'equip des del 1996 i acabant 8 vegades entre els deu primers, fet que el va col·locar desè al campionat amb 199 punts, amb patrocini de YokeTV.com al seu Lola-Ford.
L'any 2005, Servià inicialment va continuar al Dale Coyne Racing fent les dues primeres curses amb ells, però a les 500 milles d'Indianàpolis Bruno Junqueira es va fracturar dues vèrtebres, no podent córrer a la resta de la temporada. Servià va trucar a l'equip de Junqueira, el Newman/Haas Racing i aquests li oferiren el seient del pilot brasiler. Servià va respondre a la confiança de l'actor Paul Newman i de Carl Haas aconseguint la seva primera pole i la seva primera victòria al Champ Car World Series. Aconseguint 7 podis més, Servià va acabar l'any segon darrere el seu company d'equip, el francès Sébastien Bourdais.
Newman/Haas va intentar posar un tercer Lola-Ford per a Servià al costat de Bourdais i Junqueira per a l'any 2006, però la falta de patrocini va propiciar que Servià fitxes per PKV Racing, on va tenir com a companya d'equip l'anglesa Katherine Legge. Finalment Servià va acabar 11è de la classificació general, aconsseguint un tercer lloc a Cleveland.
Sense escuderia a l'inici de la temporada 2007, va substituir el lesionat Paul Tracy a l'equip Forsythe. El fet d'acabar 2n i 4t a les dues curses en què va participar va fer que l'equip li proposés d'ocupar l'altre monoplaça per a la resta de la temporada, en detriment de Mario Dominguez. A les dues darreres curses de la temporada va competir amb l'equip PKV Racing, substituint Tristan Gommendy.

## Resultats a la Champ Car
| Any  | Equip           | 1       | 2       | 3       | 4       | 5      | 6      | 7       | 8      | 9      | 10      | 11      | 12      | 13      | 14     | 15    | 16      | 17      | 18      | 19     | 20     | Class | Punts |
| ---- | --------------- | ------- | ------- | ------- | ------- | ------ | ------ | ------- | ------ | ------ | ------- | ------- | ------- | ------- | ------ | ----- | ------- | ------- | ------- | ------ | ------ | ----- | ----- |
| 2001 | Sigma Autosport | MON 14  | LB 14   | NAZ 9   | JAP 14  | MIL 14 | DET 16 | POR 9   | CLE 17 | TOR 23 | MIC 11  | CHI 18  | MOH 9   | ELK 10  | VAN 5  | GER 5 | ENG 10  | HOU 26  | LAG 17  | AUS 25 | FON 11 | 19è   | 42    |
| 2002 | PWR             | MTY 10  | LBH 11  | MOT 6   | MIL NP  |        |        |         |        |        |         |         |         |         |        |       |         |         |         |        |        | 16è   | 44    |
| 2002 | Patrick Racing  |         |         |         |         |        |        |         |        |        | VAN Ret | MDO 10  | ROA Ret | MON Ret | DEN 11 | ROC 4 | MIA Ret | SUR Ret | FON 5   | MEX 9  |        | 16è   | 44    |
| 2003 | Patrick Racing  | STP 12  | MTY Ret | LBH Ret | BRH 4   | LAU 5  | MIL 2  | LAG 6   | POR 5  | CLE 6  | TOR 5   | VAN Ret | ROA Ret | MID Ret | MTL 2  | DEN 3 | MIA Ret | MEX 13  | SUR Ret |        |        | 7è    | 108   |
| 2004 | Dale Coyne      | LBH Ret | MTY 14  | MIL 7   | POR 11  | CLE 4  | TOR 9  | VAN 12  | ROA 6  | DEN 6  | MTL 9   | LAG 3   | LAS 12  | SUR 13  | MEX 7  |       |         |         |         |        | 10è    | 199   |       |
| 2005 | Dale Coyne      | LBH 9   | MTY 11  |         |         |        |        |         |        |        |         |         |         |         |        |       |         |         |         |        |        | 2n    | 288   |
| 2005 | Newman/Haas     |         |         | MIL 3   | POR Ret | CLE 3  | TOR 2  | EDM 2   | SAN 3  | DEN 4  | MTL 1   | LAS 2   | SUR 5   | MEX 4   |        |       |         |         |         |        |        | 2n    | 288   |
| 2006 | PKV Racing      | LBH Ret | HST Ret | MTY 8   | MIL 5   | POR 10 | CLE 3  | TOR Ret | EDM 4  | SAN 8  | DEN Ret | MTL Ret | ROA 4   | SUR Ret | MEX 6  |       |         |         |         |        |        | 11è   | 197   |
| 2007 | Forsythe Racing |         | LGB 2   | HST 4   | POR 11  | CLE 7  | MTT 9  | TOR Ret | EDM 6  | SAN 3  | ROA 4   | ZOL 6   | ASS 8   | SUR 14  | MEX 3  |       |         |         |         |        |        | 6è    | 237   |